# Jeřáb dubolistý
Jeřáb dubolistý (Sorbus quernea) je bývalý druh jeřábu, který byl v roce 1996 popsán jako endemit malého území na severním okraji Prahy. V roce 2013 byl ztotožněn s druhem jeřáb Mougeotův (Sorbus mougeotii) a bylo zjištěno, že zde byl vysazen a není tedy původním druhem české květeny.

## Popis
Jeřáb dubolistý je popisován jako keř až strom dorůstající výšky do 9 metrů. Listy jsou jednoduché, s vejčitou až eliptickou, ve spodní části zaobleně laločnatou, asi 8 až 9 cm dlouhou a 5 až 6 cm širokou čepelí. Žilnatina je tvořena 8 až 13 páry postranních žilek. Listy jsou naspodu plstnaté. Řapík je 16 až 20 mm dlouhý. Květenství jsou mnohakvětá, plochá, s plstnatými větévkami. Květy jsou bílé a mají polospodní semeník, korunní lístky jsou naspodu krátce nehetnaté. Plody jsou červené, kulovité, 8 až 11 mm velké, lysé a lesklé malvice. Pecička (endokarp) je chrupavčitá. Kvete v květnu.

## Historie
Tento jeřáb nalezl Miloslav Kovanda na 2 lokalitách na severním okraji Prahy (Jabloňka a Bílá skála) a popsal jej společně s několika dalšími druhy českých jeřábů v roce 1996 v článku New taxa of Sorbus from Bohemia (Czech Republic). Na základě morfologických znaků jej zařadil do skupiny Sorbus hybrida agg., tedy do skupiny hybridogenních taxonů vzniklých křížením jeřábu ptačího s jeřábem mukem. Tyto hybridy vznikají v podmínkách Střední Evropy vzácně, neboť dané druhy zřídka rostou pospolu a doba jejich květu se překrývá jen okrajově. Nejbližší známý čistě přírodní taxon z této skupiny je Sorbus pseudothuringiaca, endemit pohoří Jura ve Francii. Běžnější jsou tyto taxony např. ve Skandinávii a na Britských ostrovech.
Ve třetím díle Květeny ČR, vydaném v roce 1992, není jeřáb dubolistý uváděn, je však zařazen v Kubátově Klíči ke květeně ČR z roku 2002. V Červené knize ohrožených druhů byl zprvu zařazen do kategorie kriticky ohrožené druhy (C1), později byl přeřazen do kategorie C4b, tedy mezi dosud nedostatečně prostudované, vzácnější taxony vyžadující další pozornost.
První pochybnosti ohledně původnosti tohoto druhu v České republice se objevily v roce 2006. Vzbudil je zejména překvapivý a málo pravděpodobný nález zcela nového taxonu na botanicky velmi dobře prozkoumaném území a chybějící zastoupení v herbářových sbírkách. V roce 2009 byl stejný taxon nalezen na sídlišti Šumava v Českých Budějovicích, což podnítilo revizi daného taxonu. Při studiu evropských flór a monografií rodu Sorbus se ukázalo, že daný taxon je zřejmě totožný s jeřábem Mougeotovým (Sorbus mougeotii), rozšířeným ve velké oblasti od Pyrenejí až po západní Alpy. Tento druh je pěstován i jako okrasná dřevina a příležitostně zplaňuje. Lze jej nalézt i ve sbírkách českých botanických zahrad a arboret, např. v Dendrologické zahradě v Průhonicích, Pražské botanické zahradě v Tróji nebo v Průhonickém parku. V revizní studii, publikované v roce 2013, byla pomocí molekulárních a karyologických metod potvrzena shoda taxonu Sorbus quernea s druhem S. mougeotii. Praha tak přišla o svůj jediný rostlinný endemit.

## Výskyt
Tento jeřáb byl nalezen na 2 lokalitách ležících asi 1 km od údolí Vltavy na severním okraji Prahy: Jabloňka a Bílá skála. Jižní svahy obou lokalit jsou chráněny jako přírodní památky, jeřáb dubolistý se však vyskytuje mimo tato chráněná území. Na Jabloňce roste na severním svahu a je zde relativně hojný. Bylo napočítáno asi 44 větších exemplářů. Na Bílé skále bylo zjištěno asi 20 jedinců ve vrcholové partii kopce. Podklad je tvořen křemenci ordovického stáří a je velmi kyselý. Původní vegetace je acidofilní a poměrně chudá, tvořená dubohabřinou s příměsí jiných listnáčů a bylinným podrostem s převažující metličkou křivolakou.